# 相田あすか
相田 あすか（あいだ あすか、1996年5月11日 - ）は、日本の女性声優、お笑い芸人。新潟県出身。オフィス☆怪人社を経て、ホリプロコム所属。

## 略歴
2012年夏にアニソン・ヴォーカルコンテストで準優勝となる。
2015年に開志学園高等学校を卒業した。
インターナショナル・メディア学院出身。2016年8月よりIAMエージェンシーに準所属していたが、2018年をもって退所。その後、フリー期間を経て、2019年9月よりオフィス☆怪人社に所属。
2019年、『我が青春の高校生クイズ』にて舞台に初出演。
2020年、『まえせつ!』の草葉える役で初のメインキャラクターを演じる。
2025年2月より男女お笑いコンビ「清姫」を結成し、ホリプロコムに所属。芸名は「あすか」。

## 人物
特技として歌唱、チアダンス、書道をそれぞれ挙げている。趣味としてカフェ巡り、ショッピング、読書をそれぞれ挙げている。

## 出演
太字はメインキャラクター。

### テレビアニメ
- 三者三葉（2016年、生徒D）
- 雨色ココア in Hawaii（2016年、日本人観光客）
- 美少女遊戯ユニット クレーンゲールGalaxy（2016年、ファン、記者、プレゼン会場観客、GAME BOXの客、路上ライブ観客 他）
- まえせつ!（2020年、草葉える[14]、生徒）

### 舞台
- IKKAN Creating Works 2nd Stage「我が青春の高校生クイズ」（2019年9月21日 - 23日、サンモールスタジオ）[15]

### 朗読
- スターシード Stage Performance「我堕ちて 修羅と君が世 淫雨 されど紫雲英よ 万象の頃」(2019年3月29日 - 31日、絵空箱）[16]
- 「ツーマンライブ朗読劇」（2019年8月4日、高円寺シアターバッカス）[17]